# Wukan (żupan Raszki w XI/XII w.)
Wukan (ur. ok. 1050, zm. pom. 1114-1116) – żupan lub wielki żupan Raszki w latach ok. 1083-ok. 1115.
Wukan był prawdopodobnie dworzaninem króla Zety Konstantyna Bodina, być może pochodzącym z rodu władców Zety. Po zdobyciu Raszki przez Bodina został ok. 1083 roku ustanowiony, wraz z bratem Markiem, żupanem tej dzielnicy królestwa. Umocniwszy granice Raszki, w latach 1091-1094 podejmował coroczne wyprawy łupieżcze przeciw bizantyńskiej Macedonii, zakończone zawarciem traktatu pokojowego z cesarzem Aleksym I Komnenem. Po śmierci Konstantyna Bodina poparł pretensje do tronu probizantyńsko zorientowanego Kočapara Radoslavljevicia. W bitwie nad Moračą pokonał wojska Dobrosława II, a na tronie Zety osadził Kočapara. Gdy ten nie okazał mu posłuchu, jeszcze w tym samym roku ponownie najechał Zetę, usunął Kočapara, a w jego miejsce osadził na tronie zeckim niezwiązanego z żadnym stronnictwem bratanka Bodina, Włodzimierza, którego, dla zabezpieczenia swych wpływów w Zecie, ożenił ze swą córką. Wiosną 1106 roku po raz kolejny pokonał wojska bizantyńskie. Kilka miesięcy później skapitulował jednak przed główną armią bizantyńską i zawarł kolejny pokój z cesarzem. Zmarł około 1115 roku. Swoją działalnością doprowadził do ustabilizowania pozycji Raszki jako samodzielnego ośrodka politycznego w Serbii oraz do ugruntowania na tronie raszkańskim władców z, nazwanej od jego imienia, dynastii Wukanowiczów.

## Pochodzenie
Przypuszczalnie Wukan urodził się około 1050 roku. Jego pochodzenie nie jest znane. Prawdopodobnie był dworzaninem króla Zety Konstantyna Bodina, pełniącym funkcję żupana dworskiego. Jego kariera polityczna jest łączona z tendencjami odśrodkowymi w państwie zeckim i wzrostem znaczenia możnowładztwa za panowania Bodina. Część badaczy przyjmuje, że Wukan pochodził z dynastii królów Zety i był synem Petrisława, który, pomiędzy 1060 a 1073 rokiem, został osadzony przez swego ojca, Michała I, na tronie Raszki. Klęska na początku 1073 roku powstania bułgarskiego w Macedonii, w które zaangażował się władca Zety, spowodowała wówczas utratę Raszki na rzecz Bizancjum. Jako argumenty przeciwko królewskiemu pochodzeniu Wukana podaje się fakt, że ustanowionego w tym samym czasie przez Bodina banem Bośni Stefana Pop Duklanin nazywał „kneziem”, podczas gdy o Wukanie mówi się wyłącznie jako o „żupanie”. Nadto przy obejmowaniu władzy Wukan złożył przysięgę na wierność królowi, o czym nigdzie więcej Latopis Popa Duklanina przy okazji obejmowania władzy przez członków dynastii nie wspomina.
Najprawdopodobniej Wukan był bratem Marka, z którym wspólnie objął władzę nad Raszką. Od Marka większość historyków wywodzi następców Wukana na tronie wielkożupańskim. Według alternatywnej koncepcji następcy ci byli synami, nieznanego z imienia, trzeciego brata wyżej wspomnianych. Imię Marek nie pojawia się bowiem później wśród członków dynastii. Nie jest również znany w historii regionu inny przykład powierzenia władzy administracyjnej dwóm braciom.

## Objęcie władzy nad Raszką
W I połowie lat 80. XI w., korzystając z toczących się walk bizantyńsko-normańskich, Bodin przyłączył do swego królestwa ziemie serbskie pozostające dotąd pod zwierzchnictwem bizantyńskim: Raszkę, Bośnię i być może Zahumle. W Bośni władzę objął namiestnik Bodina, który otrzymał tytuł bana – nadawany zarządcom terytoriów przygranicznych. W Raszce Bodin osadził żupanów ze swego dworu: Wukana i Marka. Większość uczonych datuje początek ich urzędowania na 1083 lub 1084 rok. Nowo mianowani żupanowie złożyli królowi przysięgę, że oni sami i ich synowie pozostaną szczególnie ludźmi króla Bodina, jego synów i dziedziców. Pełniąc wcześniej funkcję żupanów pałacowych (iupani de curia), należeli już wcześniej do wąskiej elity możnowładczej, znanej dobrze z ówczesnych stosunków chorwackich (gdzie określano ich iupanus seu comes palatii) i węgierskich.
Fakt ustanowienia Wukana żupanem wraz z Markiem nie znajduje analogii w ówczesnych stosunkach. Najbardziej przypomina występujący w XI w. w Chorwacji zwyczaj ustanawiania żupana i jego zastępcy, zwanego podżupem (postiupus, podiupus). Powodem podjęcia takiej decyzji przez Bodina była prawdopodobnie rozległość prowincji i jej strategiczne położenie na pograniczu bizantyńskim. Okoliczność, że obydwaj żupani złożyli przysięgę, sugeruje, iż każdy z nich miał do wypełnienia odrębne zadania. Wukan, jak to wynika z dalszych wzmianek, pełnił funkcje wojskowe, Marek zapewne fiskalno-sądownicze, co tłumaczy, dlaczego poza informacją o powierzeniu mu urzędu żupańskiego w Raszce nie pojawia się on więcej na kartach historii. Zakres władzy Wukana na powierzonym mu terytorium był dosyć rozległy, skoro, jak wynika z dalszych jego działań, miał nawet prawo zawierania traktatów pokojowych. Wynikało to z warunków komunikacyjnych, utrudniających centralizację władzy oraz słabości władzy książęcej, nie nadążającej z budową aparatu państwowego na szybko powiększającym się terytorium.

## Walki z Bizancjum
W okresie do 1091 roku Wukan doprowadził do ustabilizowania granic Raszki na południowym wschodzie od Zvečanu, strategicznie położonej twierdzy serbskiej, kontrolującej szlak biegnący z Lipljan do Macedonii. Sądząc z tekstu Anny Komneny, żupan zapewnił swemu państwu naturalne granice, biegnące wzdłuż grzbietów górskich, korzystne w razie konieczności prowadzenia walk obronnych. W 1085 roku zmarł wprawdzie Robert Guiscard i cesarstwo uwolniło się od zagrożenia normańskiego, jednak niemal bezpośrednio po zażegnaniu tego niebezpieczeństwa cesarz Aleksy I Komnen musiał stawić czoła naporowi Pieczyngów. Rozbicie ich wiosną 1091 roku pozwoliło cesarzowi zwrócić się przeciw Serbom. Ostatecznie zmuszony był ograniczyć się do obrony ziem macedońskich, które Wukan nękał powtarzającymi się najazdami z Raszki, siejąc zamęt na terenach przygranicznych kolejno w 1091, 1092, 1093 i 1094 roku. Do 1093 roku akcje Bodina i Wukana są łączone przez Annę Komnenę. Domniemywa się, że swoimi wypadami w tym okresie Wukan starał się odwrócić uwagę cesarza od Zety, której król wszedł w konflikt dynastyczny z synami swego stryja Radosława, władającymi Trawunią.
Wiosną 1093 roku, korzystając z przedłużających się walk Bizancjum z emirem Smyrny Czaką, Wukan najechał Macedonię oraz zdobył i spalił Lipljan. Na wieść o zbliżającej się wyprawie odwetowej cesarza, wycofał się do Zvečanu i stamtąd rozpoczął pertraktacje pokojowe z Aleksym I Komnenem. Korespondując z cesarzem całą winą za swe dotychczasowe postępowanie obarczył urzędników cesarskich, którzy rzekomo prowokowali go do najazdów na Bizancjum. Anna Komnena w swoim dziele traktuje te poczynania Wukana jako samodzielną akcję i skłonna jest w nim widzieć władcę całej Dalmacji. Wiosną 1094 roku przeciw Raszce właśnie, a nie Zecie, wyruszyła ekspedycja karna duksa Dracza, młodego i niedoświadczonego Jana Komnena. Wojska bizantyńskie zostały pobite przez Wukana pod Zvečanem, a podjęta przez władcę Raszki akcja odwetowa była jedną z największych jego wypraw łupieżczych. W jej trakcie Wukan spustoszył okolice Skopja, zdobył położony w jego okolicy Polog, spustoszył i obrabował bogatą i gęsto zasiedloną kotlinę nad górnym Wardarem, docierając do leżącego na północny wschód od Skopja Vranja. Po uporaniu się z wewnętrzną opozycją, Diogenem i Katalonem Keukamenem, najwcześniej z początkiem lipca cesarz wyprawił się ponownie przeciw Serbom. W Lipljanie doszło do zawarcia pokoju z Wukanem, który zobowiązał się do posłuszeństwa cesarzowi i dostarczenia na dwór w Konstantynopolu blisko dwudziestu zakładników, wśród których znaleźli się jego bratankowie: Urosz i Stefan Wukan. Zagrożony najazdem Kumanów Aleksy I zmuszony był uznać pozorną uległość Wukana i pozostawić sprawę Serbów na razie nierozstrzygniętą.
Nic nie wskazuje na to, żeby żupan w efekcie zawarcia traktatu pokojowego poniósł jakieś straty terytorialne. Wychodził z tego drugiego etapu walk ze scentralizowanym państwem i umocnionym autorytetem wewnątrz władztwa, który zawdzięczał szczęśliwie prowadzonym wyprawom łupieżczym. W odróżnieniu od poprzednich traktatów, na ogół zrywanych przez Wukana, postanowienia tego okazały się znacznie trwalsze, przynosząc około dziesięciu lat spokoju na granicy z Bizancjum. Na uspokojenie aktywności żupana w tym rejonie mogła wpłynąć, jak na to wskazuje Anna Komnena, obawa o losy zakładników, daleko większy wpływ musiała mieć jednak słabość Zety, która z jednej strony otwierała możliwości interwencji w jej wewnętrzne sprawy i umocnienia własnej pozycji, z drugiej jednak osłabiała pozycję państw serbskich w rywalizacji z odzyskującym swą dawną potęgę Bizancjum.

## Samodzielność
Podjęta w połowie lat 90. przez króla Bodina próba uregulowania sprawy następstwa tronu, przyniosła śmierć z ręki królewskiej dwóch spośród synów Radosława i ucieczkę pozostałych przy życiu Radosławowiczów pod opiekę cesarza bizantyńskiego. Po śmierci Bodina, którą większość historyków datuje na 1101 rok, władzę w państwie próbował objąć najstarszy syn zmarłego króla, Michał, popierany przez stronnictwo królewskie skupione wokół wdowy Jakwinty i jej synów. Ostatecznie jednak, tytuł królewski otrzymał młodszy, przyrodni brat Bodina Dobrosław, wyniesiony do władzy przez przeciwne Jakwincie stronnictwo braci królewskich. Na wieść o śmierci Bodina w sprawy Zety postanowił się też wmieszać cesarz bizantyński, wykorzystując zeckich wygnańców przebywających od kilku lat w Konstantynopolu. Z rozkazu cesarskiego synowie i wnukowie Radosława zostali przewiezieni do Dracza. Stamtąd Kočapar Radoslavljević wspierany przez Bizantyńczyków udał się do Raszki szukać pomocy przeciw Dobrosławowi. Wukan skorzystał z okazji do narzucenia Zecie swego zwierzchnictwa i wyprawił się przeciw królowi Zety. W bitwie nad Moračą pokonał wojska Dobrosława, a na tronie Zety osadził Kočapara Radoslavljevicia. Dobrosław został pojmany i uwięziony w Raszce.
Radoslavljević okazał się jednak władcą zbyt samodzielnym, zwrócił się wprawdzie po pomoc do żupana Raszki, nie miał jednak zamiaru mu się podporządkować. Z drugiej strony sojusz Wukana ze stronnictwem probizantyńskim również nie mógł być trwały. Jeszcze tego samego roku Wukan ponownie wyprawił się przeciw Zecie i pozbawił Kočapara tronu, a osadził na nim niezwiązanego z żadnym stronnictwem bratanka Bodina, Włodzimierza, którego, dla zabezpieczenia swych wpływów w Zecie, ożenił ze swą córką. Najprawdopodobniej z tego właśnie małżeństwa urodził się w początkach XII wieku syn, późniejszy książę, Michał II, żyjący jeszcze około 1178-1180.
Włodzimierz, mimo poparcia teścia, nie zdołał podporządkować sobie wszystkich nadmorskich prowincji. Z faktu, że jego poprzednik Kočapar był synem związanego z Trawunią Radosława, przyjmuje się, że opanował tę prowincję oraz rdzenną Duklę, zdobytą w toku walk prowadzonych przez koalicję Kočapara i Wukana. Zahumle i Bośnia zostały opanowane w toku wojny domowej przez inne odłamy dynastii. Wzmianka Latopisu o spustoszeniach dokonanych przez Kočapara i Wukana na znacznych połaciach Dalmacji może świadczyć o walkach toczonych w Zahumlu z jedną z lokalnych dynastii. Pozbawiony władzy Kočapar zbiegł do Bośni, gdzie ożenił się z córką nieznanego z imienia bana i ostatecznie zginął w toku jakichś walk toczonych w Zahumlu. Bośnia w rezultacie walk dynastycznych na trwałe wyemancypowała się ze wspólnoty serbskiej. Umocniwszy swoją pozycję w Serbii, Wukan zadał wiosną 1106 roku kolejną klęskę wojskom duksa Dracza Jana Komnena. Wobec skierowanych przeciw niemu w sierpniu znacznych sił bizantyńskich uciekł się do wypróbowanego wcześniej sposobu, proponując przebywającemu w macedońskiej Strumicy Aleksemu I zawarcie pokoju i przysłanie kolejnej grupy zakładników. Zabiegi dyplomatyczne Wukana, dzięki którym nie tylko nie poniósł on żadnej klęski, ale nawet skutecznie zapobiegał bizantyńskim wyprawom odwetowym oraz interwencji w okresie walk międzydynastycznych w Dukli, stanowiły jeden z głównych czynników, które pozwoliły Raszce wysunąć się na czoło w walce o przyszły kształt państwa serbskiego.
Ostatnia wzmianka dotycząca być może Wukana mówi o konieczności utrzymywania przez cesarza Aleksego I około 1114 roku garnizonów wojskowych na zachodniej granicy państwa. Stacjonowanie wojska nad dolinami biegnącymi z Serbii i Dalmacji jest prawdopodobnie skutkiem podejmowanych przez żupana i jego zięcia zabiegów o odzyskanie utraconych wcześniej, a nieokreślonych bliżej terytoriów nadmorskich, do czego aluzję wydaje się robić list Pizańczyków z 18 kwietnia 1111 roku. Włodzimierz nie utrzymał się na tronie zeckim, choć najprawdopodobniej został otruty dopiero po śmierci teścia.
Polska historiografia datuje śmierć Wukana na lata 1114-1116. W najnowszej historiografii serbskiej pojawił się pogląd, że władca ten zmarł już w 1112 roku. Władzę po nim objął syn lub wnuk jego brata Marka, Urosz I.

## Rodzina
Z relacji Popa Duklanina wynika, że Wukan miał niewątpliwie przynajmniej jedną córkę. Jej imię, ani też imię żony Wukana nie jest znane. Zdaniem niektórych Wukan miał też syna imieniem Zavida, który po śmierci ojca na krótko został władcą Raszki i który był ojcem Stefana Nemanji.